# Амори III де Монфор

Герб дома де Монфор

Амори III де Монфор (фр. Amaury III de Montfort; ум. 1137) — нормандский аристократ, сеньор де Монфор-л'Амори (c 1101 года) и граф д'Эврё (c 1118 года), один из лидеров восстаний в Нормандии против власти английского короля Генриха I.

## Биография
Амори был младшим сыном Симона I де Монфора, крупного аристократа западного Иль-де-Франса и прямого вассала короля Франции, и Агнессы, дочери Ричарда, графа д’Эврё. После смерти своего единокровного брата в 1101 году Амори унаследовал сеньорию Монфор, включающую, помимо одноимённого замка, земли на территории современных департаментов Ивелин и Эр и Луара.
Когда в 1118 году скончался Вильгельм д'Эврё, наследником обширного графства Эврё в юго-восточной Нормандии стал Амори де Монфор. Однако английский король и нормандский герцог Генрих I объявил Эврё выморочным леном и присоединил графство к своему домену. В ответ Амори поднял восстание против короля Англии. К нему присоединилось значительное число нормандских баронов, недовольных жёсткой политикой Генриха I в герцогстве. Амори также опирался на силы своего сюзерена короля Франции Людовика VI, а также своего племянника графа Анжуйского. Восстание вспыхнуло в 1118 году под лозунгом передачи престола Нормандии Вильгельму Клитону, сыну герцога Роберта III, и первоначально развивалось благоприятно для мятежников. Отряды Амори де Монфора успешно действовали в восточной Нормандии, отбив ряд замков у сторонников Генриха I, в том числе сам город Эврё. Однако поражение Людовика VI при Бремюле в 1119 году и примирение английского короля с графом Анжуйским резко ослабили позиции восставших. Амори де Монфор был вынужден пойти на соглашение с Генрихом I и сложить оружие. Он принёс оммаж королю Англии, за что получил подтверждение своих прав на графство Эврё.
Тем не менее уже в 1123 году Амори де Монфор вновь выступил против Генриха I. Новое восстание поддержал и Фульк V, граф Анжуйский, а также ряд баронов Верхней Нормандии. Но уже в марте 1124 года отряды Амори де Монфора были разбиты королевской армией в стычке у Бургтерульда к юго-востоку от Руана, а сам Амори оказался в плену. Вскоре восстание было подавлено. Амори де Монфор заключил мир с Генрихом I, и в последующие годы у них были хорошие отношения

## Брак и дети
В 1115 году Амори де Монфор женился на Ришильде д’Эно, дочери Бодуэна II, графа Эно, однако этот брак был до 1118 года аннулирован церковью из-за слишком близкого родства супругов (дом Монфоров являлся боковой веткой дома графов Эно). Амори и Ришильда имели двух детей:
- Ричард
- Люсиана; муж: Гуго де Креси-Помпонн

Вторым браком Амори де Монфор сочетался в 1118 году с Агнессой де Гарланд, дочерью Ансо де Гарланда, графа Рошфора. Этот союз принёс дому Монфоров сеньории Рошфор-ан-Ивелин и Гурне-сюр-Марн. Амори и Агнесса имели трёх детей:
- Агнесса де Монфор (ум. в 1181), замужем за Галераном IV де Бомоном, графом де Мёлан;
- Амори IV де Монфор (ум. в 1140), граф д'Эврё (с 1137 г.). Женат не был, детей не имел;
- Симон III де Монфор (ум. в 1181), граф д'Эврё (c 1140 г.) и сеньор де Монфор-л’Амори (с 1137 г.), дед знаменитого Симона де Монфора, лидера крестового похода против альбигойцев.